# 土井勝二
土井 勝二（どい かつじ、1944年〈昭和19年〉6月19日 - ）は、日本の運輸官僚、実業家。

## 来歴
東京大学法学部卒業。1967年（昭和42年）、運輸省に入省。入省後、鉄道監督局総務課補佐官、神戸海運局運航部長、海運局内航課長、航空局管制保安部保安企画課長、地域交通局自動車業務課長、国際運輸・観光局国際航空課長、航空局監理部総務課長、運輸省大臣官房人事課長、運輸省大臣官房審議官、航空局監理部長、同局次長などを歴任。中国と台湾の新幹線商戦に関わり、1976年（昭和51年）から1979年（昭和54年）まで在中華人民共和国日本国大使館書記官を務め、日中鉄道技術協力計画書の締結に携わった。
1996年（平成8年）6月25日、運輸省大臣官房長に就任。
1997年（平成9年）7月1日、運輸政策局長に就任。
1998年（平成10年）6月23日、運輸審議官に就任。2000年（平成12年）6月30日、辞職。運輸省退職後は、財団法人運輸政策研究機構副会長兼国際問題研究所所長、日本空港ビルデング株式会社常勤顧問、同社常任顧問、同社代表取締役副社長執行役員、同社特別顧問、同取締役などを歴任。2014年（平成26年）11月3日、瑞宝重光章を受章し、2015年（平成27年）からは東京国際空港ターミナル株式会社代表取締役社長を務めた。

## 年譜
- 1967年（昭和42年）- 運輸省入省[7]
- 1980年（昭和55年）7月10日 - 神戸海運局運航部長[8]
- 1982年（昭和57年）8月27日 - 運輸省海運局内航課長[9]
- 1984年（昭和59年）7月1日 - 運輸省航空局管制保安部保安企画課長[10]
- 1987年（昭和62年）4月20日 - 運輸省地域交通局自動車業務課長[11]
- 1988年（昭和63年）6月10日 - 運輸省国際運輸・観光局国際航空課長[12]
- 1990年（平成2年）6月27日 - 運輸省航空局監理部総務課長[13]
- 1991年（平成3年）5月15日 - 運輸省大臣官房人事課長[14]
- 1992年（平成4年）6月23日 - 運輸省大臣官房審議官[15]
- 1994年（平成6年）6月29日 - 運輸省航空局監理部長[16]
- 1995年（平成7年）6月23日 - 運輸省航空局次長[17]
- 1996年（平成8年）6月25日 - 運輸省大臣官房長[6]
- 1997年（平成9年）7月1日 - 運輸省運輸政策局長[5]
- 1998年（平成10年）6月23日 - 運輸審議官[3]
- 2000年（平成12年）
  - 6月30日 - 辞職[4]
  - 7月 - 財団法人運輸政策研究機構副会長兼国際問題研究所所長[1]
- 2002年（平成14年）8月 - 日本空港ビルデング株式会社常勤顧問[1]
- 2003年（平成15年）
  - 4月 - 日本空港ビルデング株式会社常任顧問[1]
  - 6月 - 同社代表取締役副社長[1]
- 2009年（平成21年）4月 - 同社代表取締役副社長執行役員[1]
- 2014年（平成26年）
  - 1月1日 - 同（海外事業案件担当）[21]
  - 5月8日 - 同社特別顧問[18]
  - 11月3日 - 瑞宝重光章受章[20]
- 2015年（平成27年）- 東京国際空港ターミナル株式会社代表取締役社長[7]
- 2017年（平成29年）6月 - 日本空港ビルデング株式会社取締役[19]

#### リスト
1. ↑  [8][9][10][11][12][13][14][15][16][17]

| ビジネス      | ビジネス                                             | ビジネス      |
| ------------- | ---------------------------------------------------- | ------------- |
| 先代 櫻井正志 | 東京国際空港ターミナル代表取締役社長 2015年 - 2023年 | 次代 赤堀正俊 |
| 官職          |                                                      |               |
| 先代 戸矢博道 | 運輸審議官 1998年 - 2000年                           | 次代 羽生次郎 |
| 先代 相原力   | 運輸省運輸政策局長 1997年 - 1998年                   | 次代 羽生次郎 |
| 先代 戸矢博道 | 運輸省大臣官房長 1996年 - 1997年                     | 次代 梅﨑壽   |